# Paz de Cambrai

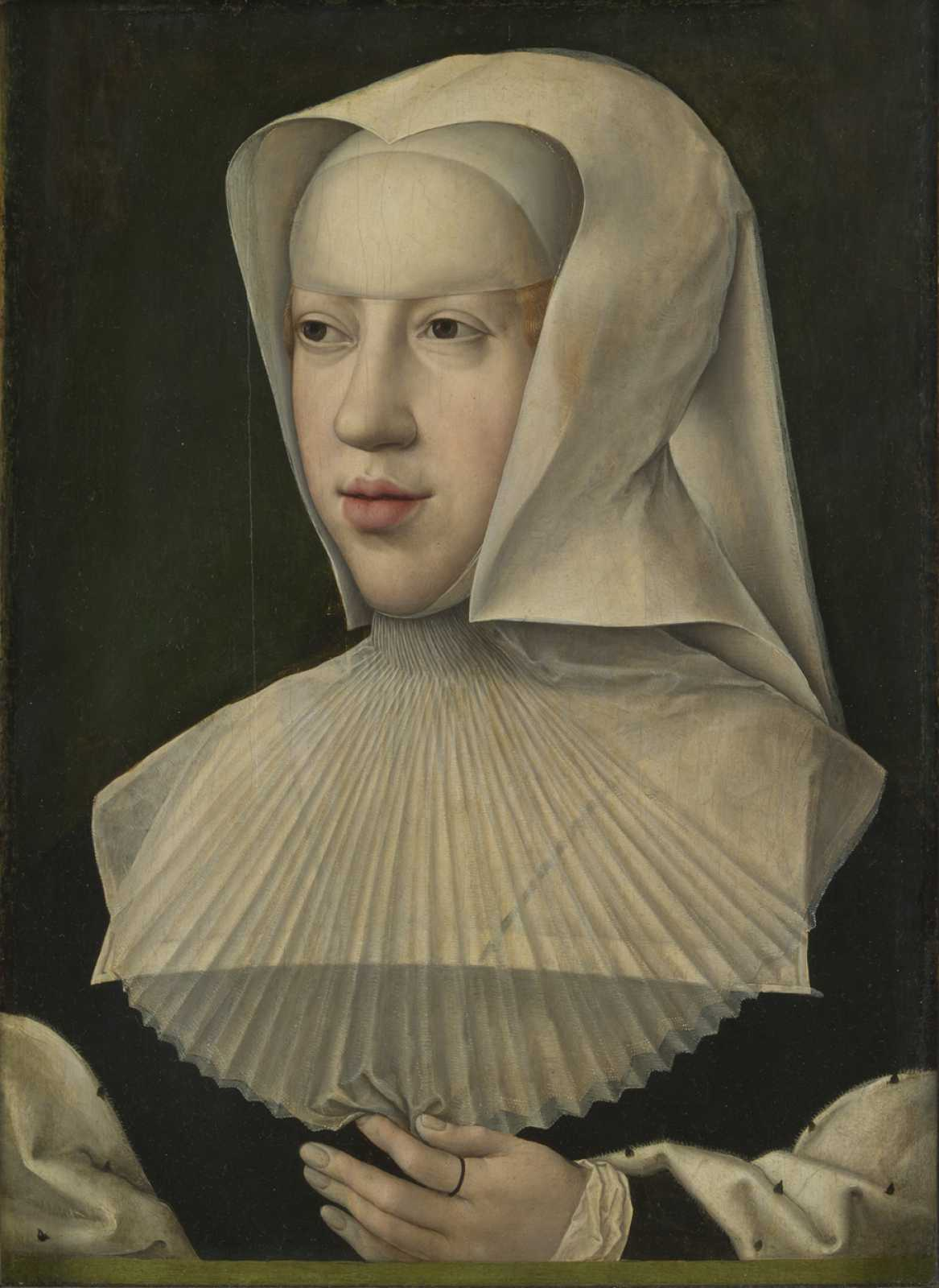
Margarita de Austria.

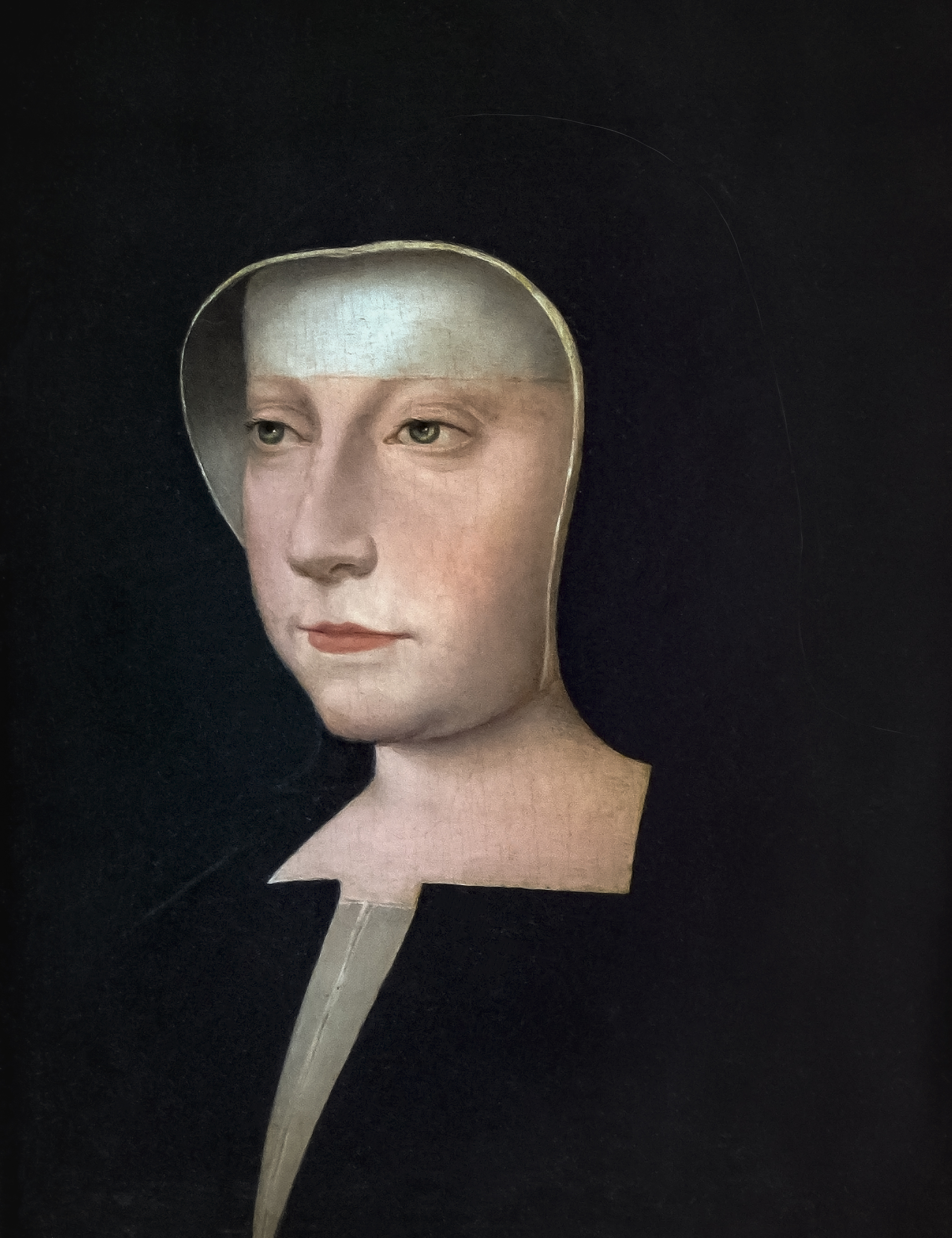
Luisa de Saboya.

La Paz de Cambrai o Paz de las Damas fue el tratado firmado entre España y Francia en la ciudad homónima el 5 de agosto de 1529.
La paz de Cambrai fue firmada entre Luisa de Saboya, en nombre de su hijo Francisco I de Francia, y Margarita de Austria, en nombre de su sobrino el emperador Carlos V, por eso se le conoce también como la Paz de las Damas.
Con ella se pretendía poner fin a la Guerra de la Liga de Cognac. El Emperador renunciaba a sus derechos sobre el ducado de Borgoña. Francisco I hacía lo propio sobre las regiones de Flandes, Artois y Lens.  Abandonando además sus pretensiones sobre Italia.
También se negoció la liberación de los príncipes franceses Francisco y Enrique (que luego sería Enrique II de Francia), hijos del rey francés, que estaban rehenes en Madrid en cumplimiento de tratado de Madrid (1526) a cambio del pago de dos millones de escudos.
Luisa y Margarita estaban emparentadas ya que Margarita después de quedar viuda del Príncipe heredero Juan de Aragón y Castilla (hijo de los Reyes Católicos) fue desposada con Filiberto II de Saboya hermano de Luisa. Ambas eran cuñadas.
Meses después del tratado las tropas españolas abandonarían en 1530 la Baja Navarra por su difícil defensa, recuperada por Enrique II de Navarra.

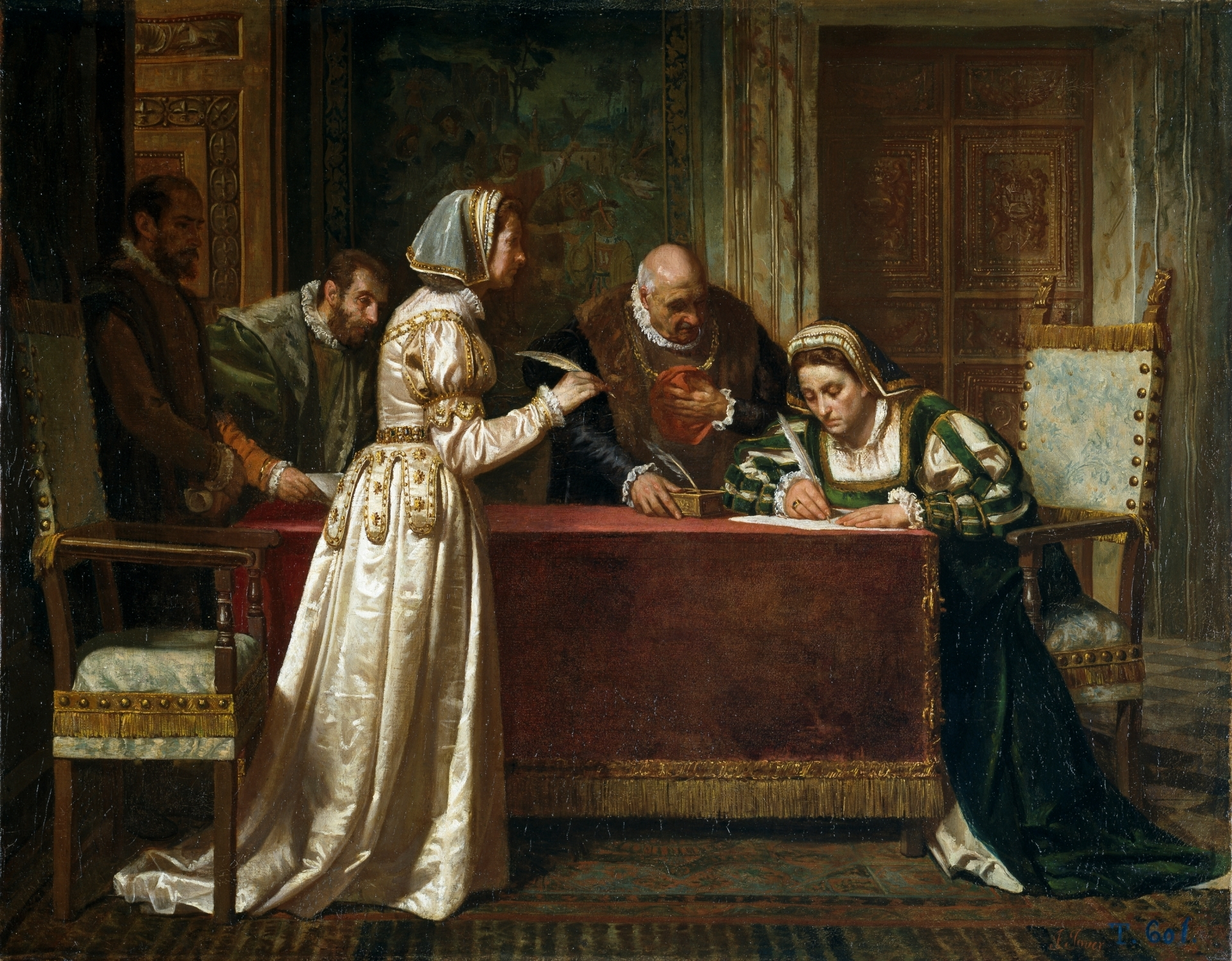
Paz de Cambrai o Paz de las Damas Cuadro de Francisco Jover y Casanova